# نخل (سینای شمالی)
نخل نام شهر و شهرستانی در استان شمال سیناء مصر است.